# Норт-Льюїсбург (Огайо)
Норт-Льюїсбург (англ. North Lewisburg) — селище (англ. village) в США, в окрузі Шампейн штату Огайо. Населення — 1636 осіб (2020).

## Географія
Норт-Льюїсбург розташований за координатами 40°13′14″ пн. ш. 83°33′30″ зх. д. / 40.22056° пн. ш. 83.55833° зх. д. (40.220594, -83.558429).  За даними Бюро перепису населення США в 2010 році селище мало площу 2,98 км², уся площа — суходіл. В 2017 році площа становила 2,81 км², уся площа — суходіл.

## Демографія
Згідно з переписом 2010 року, у селищі мешкало 1490 осіб у 593 домогосподарствах у складі 389 родин. Густота населення становила 500 осіб/км².  Було 679 помешкань (228/км²).
Расовий склад населення:
| - 95,6 % — білих - 0,6 % — корінних американців - 0,5 % — азіатів - 0,4 % — чорних або афроамериканців |

До двох чи більше рас належало 2,9 %. Частка іспаномовних становила 0,9 % від усіх жителів.
За віковим діапазоном населення розподілялося таким чином: 27,0 % — особи молодші 18 років, 62,0 % — особи у віці 18—64 років, 11,0 % — особи у віці 65 років та старші. Медіана віку мешканця становила 35,4 року. На 100 осіб жіночої статі у селищі припадало 101,9 чоловіків;  на 100 жінок у віці від 18 років та старших — 96,9 чоловіків також старших 18 років.
Середній дохід на одне домашнє господарство  становив 59 363 долари США (медіана — 50 294), а середній дохід на одну сім'ю — 67 018 доларів (медіана — 53 182). Медіана доходів становила 45 375 доларів для чоловіків та 31 116 доларів для жінок. За межею бідності перебувало 4,5 % осіб, у тому числі 4,8 % дітей у віці до 18 років та 3,9 % осіб у віці 65 років та старших.
Цивільне працевлаштоване населення становило 759 осіб. Основні галузі зайнятості: виробництво — 32,4 %, освіта, охорона здоров'я та соціальна допомога — 19,9 %, транспорт — 8,8 %, мистецтво, розваги та відпочинок — 7,1 %.